# Gray Fox (Metal Gear)
Gray Fox (グレイ・フォックス Gurei Fokkusu?), även kallad Frank Jaeger, är en datorspelsfigur från datorspelsserien Metal Gear, skapad av  Hideo Kojima och designad av Yoji Shinkawa. Hans första framträdande var i Metal Gear från 1987.
Han förekommer även i Metal Gear Solid: Portable Ops under namnet "Null", där Big Boss möter honom efter att först ha träffat honom som barnsoldat år 1966 i Moçambique.
Under utvecklingen av Metal Gear Rising: Revengeance ville Kojima att Gray Fox skulle ha huvudrollen, men personalen på Kojima Productions insisterade att istället låta Raiden få huvudrollen.